# NGC 448
NGC 448 je galaksija u zviježđu Kit.

## Vanjske poveznice
- SEDS: NGC 448